# ノヴェンタ・ディ・ピアーヴェ
ノヴェンタ・ディ・ピアーヴェ（伊: Noventa di Piave）は、イタリア共和国ヴェネト州ヴェネツィア県にある、人口約7,000人の基礎自治体（コムーネ）。

## 地理

### 位置・広がり

#### 隣接コムーネ
隣接するコムーネは以下の通り。TVはトレヴィーゾ県所属を示す。
- フォッサルタ・ディ・ピアーヴェ
- サルガレーダ (TV)
- サン・ドナ・ディ・ピアーヴェ
- ゼンソン・ディ・ピアーヴェ (TV)

### 気候分類・地震分類
気候分類では、zona E, 2349 GGに分類される。
また、イタリアの地震リスク階級 (it) では、zona 3 (sismicità bassa) に分類される。

## 行政

### 分離集落
ノヴェンタ・ディ・ピアーヴェには、以下の分離集落（フラツィオーネ）がある。
- Ca' Memo, Romanziol, Santa Teresina